# 6139 Naomi
6139 Naomi este un asteroid din centura principală de asteroizi.

## Descriere
6139 Naomi este un asteroid din centura principală de asteroizi. A fost descoperit pe 10 ianuarie 1992 la Dynic de Atsushi Sugie. El prezintă o orbită caracterizată de o semiaxă mare de 2,66 ua, o excentricitate de 0,15 și o înclinație de 12,4° în raport cu ecliptica.